# Santolina
Santolina és un gènere de plantes amb flors dins la família de les asteràcies, és un gènere endèmic de la regió mediterrània. Consta d'entre 5 i 24 espècies segons els botànics.
Són arbusts petits de fulla persistent que fan de 10 a 60 cm d'alt. Les fulles són simples i molt petites en algunes espècies o bé pinnades i finament dividides en altres espècies, sovint tenen una pilositat densa i platejada. Les flors són grogues produïdes en densos capítols globosos d'1–2 cm de diàmetre.
El lepidòpter Bucculatrix santolinella s'alimenta exclusivament de S. chamaecyparissus.

## Algunes espècies
- Santolina adscensionis Maire
- Santolina africana Jord. & Fourr.
- Santolina chamaecyparissus L.
- Santolina elegans DC.
- Santolina oblongifolia Boiss.
- Santolina rosmarinifolia L.
- Santolina viscosa Lag.

Font: E+M,